# Styela kottae
Styela kottae är en sjöpungsart som beskrevs av Monniot 1992. Styela kottae ingår i släktet Styela och familjen Styelidae. Inga underarter finns listade i Catalogue of Life.